# 常国寺

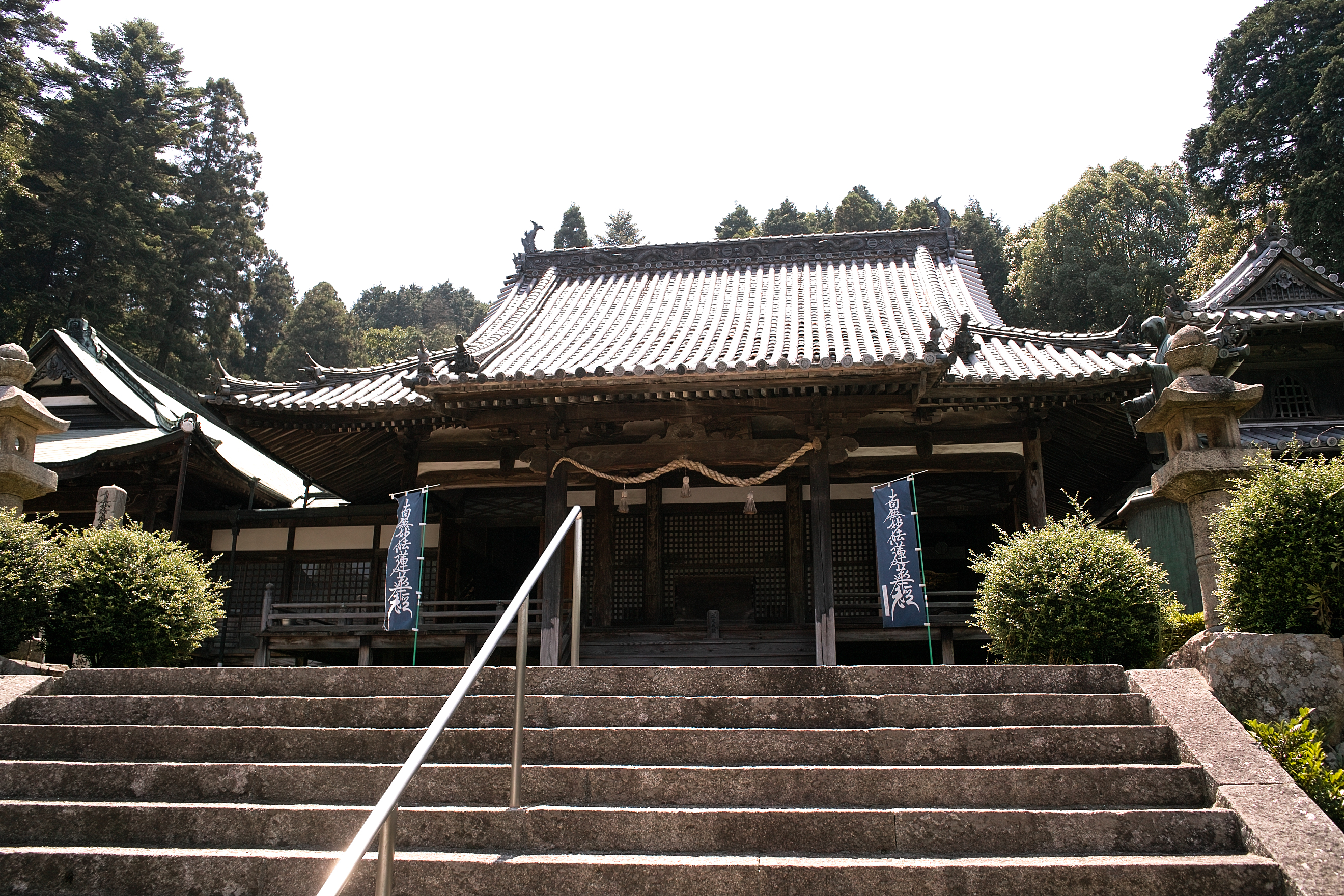
常国寺

常国寺（じょうこくじ）は、広島県福山市熊野町にある日蓮宗の寺。山号は広昌山。建立は文明18年（1486年）、当時沼隈半島一帯を領有していた渡辺兼（山田渡辺氏）による。旧本山は京都本法寺。親師法縁。

## 歴史

### 渡辺氏との関係
渡辺兼は、若いころ京で日親上人の説法に感動して帰依していた。その後、国に戻ると付近で辻説法をする老僧のことを聞いた。これが日親上人であるとわかると、兼は上人を居館へ招き、上人に寺院建立を願い出た。こうして、常国寺は日親上人を開山として建立された。

### 鞆幕府時代
戦国時代、常国寺は室町幕府崩壊期にも脚光を浴びた。織田信長に追われて逃れてきた室町幕府の15代将軍・足利義昭は、毛利輝元の庇護下で鞆幕府を開いた。この鞆幕府の所在地となったのが渡辺民部少輔元の一乗山城であり、渡辺氏の菩提寺であったこの常国寺も幕府の重要な政務機関となっていた。義昭は渡辺氏の格別の働きに感謝し、白傘袋と毛氈鞍覆の使用を許して守護大名格としたが、その際に常国寺にも唐門を贈った。渡辺元はこれを将軍門と名付け、現在でも市重文として残っている。また、義昭ゆかりの品も数多く遺されている。

## 文化財

### 県指定重要文化財
- 常国寺唐門（2022年2月10日指定）[1]

### 市指定重要文化財
- 常国寺建物（1964年10月10日指定）[3]
- 足利義昭胴肩衣 附肩衣之由来書（1964年3月31日指定）[4]
- 常国寺文書（1964年3月31日指定）[5]
- 常国寺のケヤキ（1962年3月31日指定）[6] - 2023年（令和5年）夏に降雨や台風の影響で根元から折れる被害を受けた[7]。
- 常国寺のモッコク（1970年3月31日指定）[8]

## 旧末寺
日蓮宗は昭和16年（1941年）に本末を解体したため、現在では旧本山、旧末寺と呼びならわしている。
- 本山 叡昌山本法寺（京都府京都市上京区）
  - 本法寺 末：広昌山常国寺（広島県福山市熊野町）
    - 常国寺 末:広昌山岸之坊（広島県福山市熊野町）- 元 塔頭　現存せず
    - 常国寺 末:広昌山中之坊（広島県福山市熊野町）- 元 塔頭　現存せず
    - 常国寺 末:広昌山山本坊（広島県福山市熊野町）- 元 塔頭　現存せず
    - 常国寺 末:広昌山竹之坊（広島県福山市熊野町）- 元 塔頭　現存せず
    - 常国寺 末:広昌山松之坊（広島県福山市熊野町）- 元 塔頭　現存せず
    - 常国寺 末:立本山常行寺（香川県観音寺市八幡町）- 元 塔頭・谷之坊
    - 常国寺 末:薬王山寿量寺（広島県福山市熊野町）
    - 常国寺 末:四大山法縁寺（広島県福山市熊野町乙）
    - 常国寺 末:寿福山顕政寺（広島県福山市鞆町後地）
    - 常国寺 末:桃林山通安寺（広島県福山市西桜町）
    - 常国寺 末:城本山本照寺（広島県尾道市御調町市）

## 所在地
- 広島県福山市熊野町甲1481

## 関連資料
- 日蓮宗寺院大鑑編集委員会『宗祖第七百遠忌記念出版 日蓮宗寺院大鑑』大本山池上本門寺（1981年）

座標: 北緯34度25分9.9秒 東経133度21分8.4秒 / 北緯34.419417度 東経133.352333度